# (16714) Arndt
(16714) Arndt ist ein Asteroid des Hauptgürtels, den der deutsche Astronom Freimut Börngen an der Thüringer Landessternwarte Tautenburg (IAU-Code 033) im Tautenburger Wald in Thüringen am 21. September 1995 entdeckte.
Der Asteroid ist Mitglied der Koronis-Familie, einer Gruppe von Asteroiden, die nach (158) Koronis benannt ist.
Der Himmelskörper wurde am 9. März 2001 nach dem deutschen Schriftsteller, Historiker, Freiheitskämpfer und Abgeordneten der Frankfurter Nationalversammlung Ernst Moritz Arndt (1769–1860) benannt, der sich hauptsächlich der Mobilisierung gegen die Besetzung Deutschlands durch Napoleon widmete und als einer der bedeutendsten Lyriker der Epoche der Befreiungskriege gilt.